# 加龙河畔萨勒
加龍河畔萨勒（法語：Salles-sur-Garonne，法語發音：[sal syʁ ɡaʁɔn]）是法国上加龙省的一个市镇，属于米雷区。

## 地理
加龙河畔萨勒（43°16'22"N, 1°10'47"E）面积5.68 平方千米，位于法国奧克西塔尼大區上加龙省，该省份为法国西南部内陆省份，西南端与西班牙接壤，自此顺时针与上比利牛斯省、热尔省、塔恩-加龙省、塔恩省、奥德省和阿列日省接壤。
与加龙河畔萨勒接壤的市镇（或旧市镇、城区）包括：卡尔博讷、拉菲特维戈尔达讷、里约沃尔韦斯特、圣埃利克斯堡、加龙河畔圣于连。

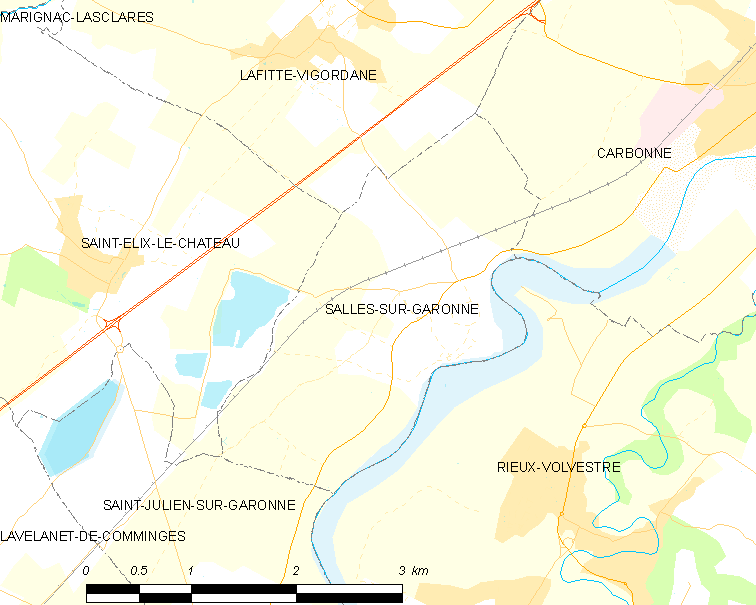
加龙河畔萨勒的OSM定位图

加龙河畔萨勒的时区为UTC+01:00、UTC+02:00（夏令时）。

## 行政
加龙河畔萨勒的邮政编码为31390，INSEE市镇编码为31525。

## 政治
加龙河畔萨勒所属的省级选区为欧特里沃县。

## 人口

1962-2008年间加龙河畔萨勒人口变化图示

加龙河畔萨勒于2022年1月1日时的人口数量为591人。